# Zamarada densisparsa
Zamarada densisparsa är en fjärilsart som beskrevs av Louis Beethoven Prout 1922. Zamarada densisparsa ingår i släktet Zamarada och familjen mätare. Inga underarter finns listade i Catalogue of Life.